# Jaime Ayoví
Jaime Ayoví (Eloy Alfaro, 21 de fevereiro de 1988), é um futebolista Equatoriano que atua como atacante. Atualmente está no Emelec.
É irmão do jogador Walter Ayoví. Na Copa América de 2015, foi cortado por lesão, sendo substituído por Daniel Angulo.